# Verbandsgemeinde Betzdorf

Lage der Verbandsgemeinde im Landkreis Altenkirchen (Westerwald)

Die Verbandsgemeinde Betzdorf war eine Gebietskörperschaft im Landkreis Altenkirchen (Westerwald) in Rheinland-Pfalz. Der Verbandsgemeinde gehörten die Stadt Betzdorf sowie vier weitere Ortsgemeinden an, der Verwaltungssitz war in der namensgebenden Stadt Betzdorf.
Zum 1. Januar 2017 wurde die Verbandsgemeinde Betzdorf aufgelöst, die zugehörenden Gemeinden wurden der neuen Verbandsgemeinde Betzdorf-Gebhardshain zugeordnet.

## Geographie
Die Verbandsgemeinde lag im äußersten Nord-Osten von Rheinland-Pfalz zwischen dem Westerwald und dem Siegerland.

## Verbandsangehörige Gemeinden
| Ortsgemeinde, Stadt       | Fläche (km²) | Einwohner |
| ------------------------- | ------------ | --------- |
| Alsdorf                   | 5,93         | 1.489     |
| Betzdorf, Stadt           | 9,57         | 9.967     |
| Grünebach                 | 2,52         | 507       |
| Scheuerfeld               | 2,66         | 2.029     |
| Wallmenroth               | 3,84         | 1.163     |
| Verbandsgemeinde Betzdorf | 24,52        | 15.155    |

(Einwohner am 31. Dezember 2015)

## Geschichte
Die Bürgermeisterei Betzdorf entstand am 1. April 1886 durch die Abtrennung der Gemeinden Betzdorf, Alsdorf, Grünebach, Sassenroth, Dauersberg, Scheuerfeld, Bruche und Wallmenroth von der Bürgermeisterei Kirchen (Sieg) durch Verfügung des Oberpräsidenten der Rheinprovinz von 10. November 1885. Die Gemeinde Bruche stieß 1907 durch Eingemeindung zu Betzdorf. 1927 wurden die Bürgermeistereien in Ämter umbenannt. Die Gemeinde Sassenroth wurde 1955 in die neu gebildete „amtsfreie Gemeinde“ Herdorf ausgegliedert. Durch die Verwaltungsreform in Rheinland-Pfalz wurden 1968 die „Ämter“ umstrukturiert und bekamen die Bezeichnung „Verbandsgemeinden“.

## Bevölkerungsentwicklung
Entwicklung der Einwohnerzahlen, bezogen auf das Gebiet der Verbandsgemeinde Betzdorf bei ihrer Auflösung; die Werte von 1871 bis 1987 beruhen auf Volkszählungen:
| Jahr | Einwohner |
| ---- | --------- |
| 1815 | 1.177     |
| 1835 | 1.602     |
| 1871 | 3.129     |
| 1905 | 8.618     |
| 1939 | 12.070    |
| 1950 | 13.102    |

| Jahr | Einwohner |
| ---- | --------- |
| 1961 | 14.734    |
| 1970 | 15.597    |
| 1987 | 15.525    |
| 1997 | 16.831    |
| 2005 | 16.251    |
| 2015 | 15.155    |

## Politik

### Verbandsgemeinderat
Der letzte Verbandsgemeinderat Betzdorf bestand aus 32 ehrenamtlichen Ratsmitgliedern, die bei der Kommunalwahl am 25. Mai 2014 in einer personalisierten Verhältniswahl gewählt wurden, und dem hauptamtlichen Bürgermeister Bernd Brato (SPD) als Vorsitzendem.
Die Sitzverteilung im Verbandsgemeinderat:
| Wahl | SPD | CDU | GRÜNE | FDP | FWG | Gesamt   |
| ---- | --- | --- | ----- | --- | --- | -------- |
| 2014 | 12  | 14  | 2     | 1   | 3   | 32 Sitze |
| 2009 | 12  | 13  | –     | 3   | 4   | 32 Sitze |
| 2004 | 8   | 17  | 1     | 2   | 4   | 32 Sitze |

- FWG = Freie Wähler Gruppe Betzdorf e. V.

### Wappen
| Wappen von Verbandsgemeinde Betzdorf | Blasonierung: „Gespalten, rechts in Rot ein goldener, zum Betrachter schauender Löwe mit roter Zunge, links in Schwarz ein silberner Schrägbalken, belegt mit drei schwarzen Eberköpfen.“ |
| Wappen von Verbandsgemeinde Betzdorf | Wappenbegründung: Der Löwe stammt aus dem Wappen der Grafen von Sayn und die Eberköpfe aus dem der Herren von Freusburg.                                                                  |

### Wahlkreise
Bei Landtagswahlen gehörten die der Verbandsgemeinde Betzdorf angehörenden Gemeinden zum Wahlkreis 01-Betzdorf/Kirchen (Sieg), bei Bundestagswahlen zum Wahlkreis 198-Neuwied.

## Wirtschaft und Infrastruktur
Die Verbandsgemeinde Betzdorf hatte eine Arbeitslosenquote von 7,3 % sowie 8.512 sozialversicherungspflichtige Arbeitsplätze, davon der größte Teil (3.745) im produzierenden Gewerbe. Stand: 31. Dezember 2003

### Verkehr
In der Verbandsgemeinde Betzdorf lag der Bahnhof Betzdorf (Sieg), ein Eisenbahnknotenpunkt mit:
- der Siegstrecke (KBS 460) Köln–Siegburg–Betzdorf–Siegen
- der Hellertalbahn (KBS 462) Betzdorf–Haiger–Dillenburg
- der Daadetalbahn (KBS 463) Betzdorf–Daaden

Die Verbandsgemeinde lag ca. 20 Kilometer abseits der A 45 und in der Nähe des Flughafens Siegerland mit Zulassung für Instrumenten- und Nachtflugbetrieb. Die Flughäfen Köln/Bonn und Frankfurt waren mit der Bahn zu erreichen. Der Verkehrslandeplatz Betzdorf-Kirchen liegt 4 Kilometer nordwestlich von Betzdorf.

### Ansässige Unternehmen
Die größten Arbeitgeber der Verbandsgemeinde Betzdorf waren „SSI Schäfer-Shop International“ (Büroartikel) sowie „Faurecia“ (Automobilzulieferer) und „Rexnord Kette GmbH“ (Industrieketten-Hersteller).

## Öffentliche Einrichtungen

### Bildungseinrichtungen
In der Verbandsgemeinde Betzdorf gab es vier Grundschulen, eine Realschule plus, zwei Realschulen sowie jeweils eine Berufsbildende Schule, ein Gymnasium und eine Förderschule.

### Freizeit- und Sportanlagen
In der Verbandsgemeinde gab es neben mehreren kleineren Sportplätzen das Stadion „Auf dem Bühl“.